# Natalia Kim
Natalia Kim (Buenos Aires, 1980) es una actriz, modelo y presentadora de televisión argentina de origen asiático.

## Carrera artística
Sus abuelos eran coreanos y su padre japonés.
Natalia Kim estudió comedia musical en el Instituto del reconocido bailarín Julio Bocca e integra la "Compañía Inestable del Club 69".
En televisión participó, en el año 2002, del programa "Siempre Listos", por Canal 13, donde comenzó como columnista para luego tomar parte en diversas secciones fijas de sketches y desfiles. Posteriormente, tuvo participaciones en ficciones como "Malandras" (Canal 9) y "Los Roldán" (Telefe), además del programa "Mentime que me Gusta", que condujo Ronnie Arias por Canal 13. En 2005 condujo el programa "El Tao del Sexo y del Amor" en el canal Infinito. En el 2006 actuó en alma pirata como "el maestro". Entre marzo de 2008 y enero de 2009, trabajó en "El Muro Infernal", en Telefe, como Miss Murita, y luego formó parte de "Justo a tiempo", también en Telefe, donde interpreta a la Foca Rosa.
En cine, protagonizó el film "El Tigre Escondido", de Luis Barone, junto a Alejandro Awada y Mausi Martínez. También actuó en el film independiente "Mi Reino por un Platillo Volador", dirigido por Tetsuo Lumière. Por último, se desempeñó en el año 2009 en la película 100% Lucha, el amo de los clones.

## Filmografía

### Televisión
- "Siempre Listos" (2002-2003), como Wang Ten.
- "Malandras" (2003), como Shi Lu.
- "Mentime que me Gusta" (2004), como Kim.
- "Los Roldán" (2004), como Yuri.
- "Alma Pirata" (2006), como El Maestro
- "El Tao del Sexo y del Amor" (2005), en el rol de conductora.
- "El Muro Infernal" (2008-2009), como Miss Murita.
- "Justo a tiempo" (2009-2010), como la Foca Rosa.
- "Los únicos" (2011), como Akira.
- "Loco por vos" (2016), como Yim.

### Cine
- "El Tigre Escondido" (2003), como Nancy.[3]
- "TL-1: Mi Reino por un Platillo Volador" (2004), como Nadia Schaffer.
- "Amor Autoadhesivo" (2007).
- "Abismos" (2007), como China.
- "TL-2: La Felicidad es una Leyenda Urbana" (2009).
- "100 % Lucha: El Amo de los Clones" (2009).